# Segunda Revolución Industrial

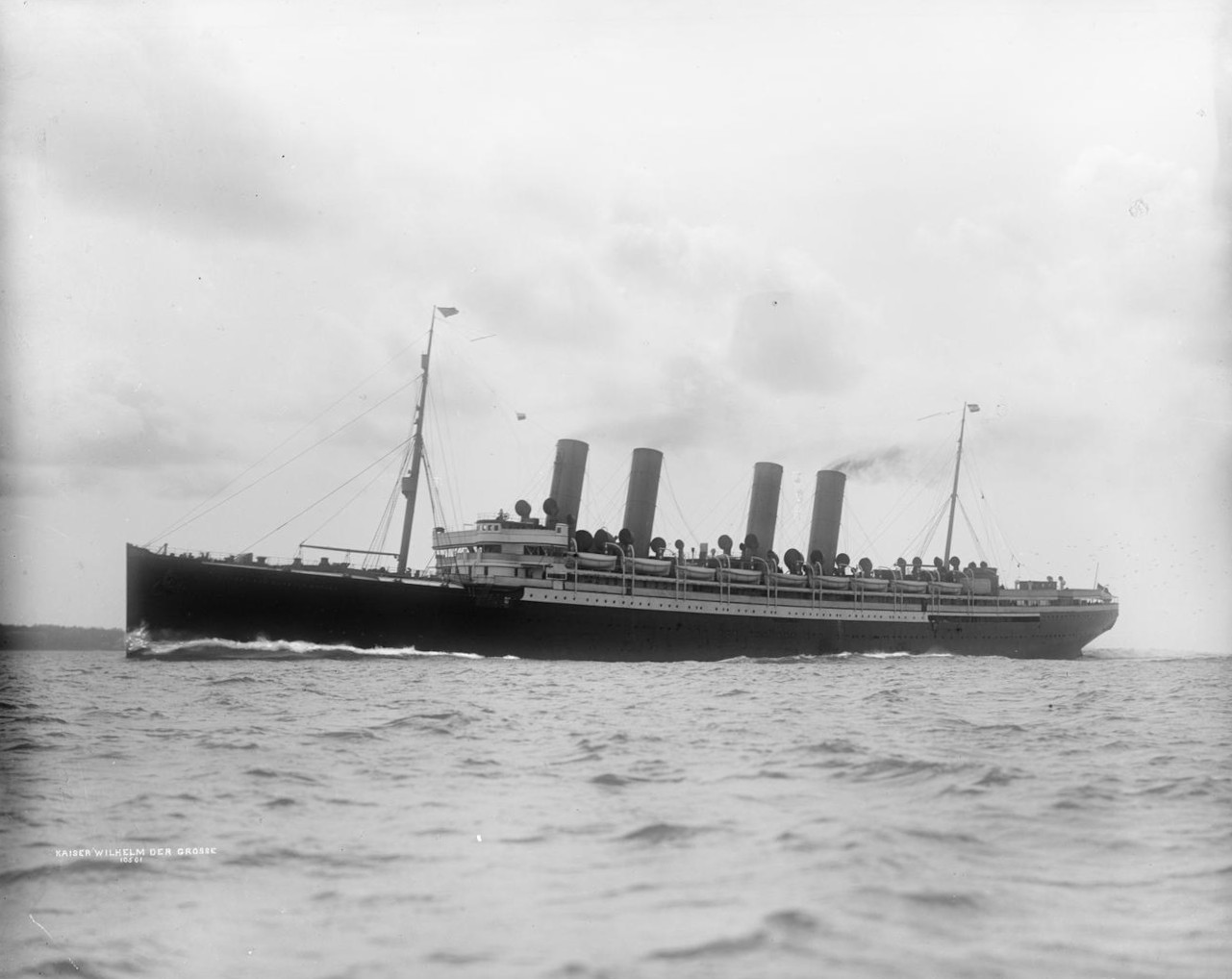
El transatlántico, un barco de vapor. Como el principal medio de los viajes transoceánicos durante dos siglos, (del al) los transatlánticos fueron esenciales para las necesidades de transporte de los gobiernos nacionales, las empresas comerciales y el público en general

La Segunda Revolución Industrial se refiere a los cambios interrelacionados que se produjeron aproximadamente entre 1870 hasta 1914, cuando se inició la Primera Guerra Mundial. Durante este tiempo los cambios sufrieron una fuerte aceleración. El proceso de industrialización cambió su naturaleza y el crecimiento económico varió de modelo. Los cambios técnicos siguieron ocupando una posición central, junto a las innovaciones técnicas concentradas, esencialmente, en nuevas fuentes de energía como el gas y la electricidad, nuevos materiales como el acero y el petróleo; nuevos sistemas de transporte (avión, automóvil, nuevas máquinas a vapor) y comunicación (radio, teléfono) indujeron transformaciones en cadena que afectaron al factor trabajo, al sistema educativo y científico, al tamaño de la gestión de las empresas, a la forma de organización del trabajo, al consumo, hasta desembocar también en la política.

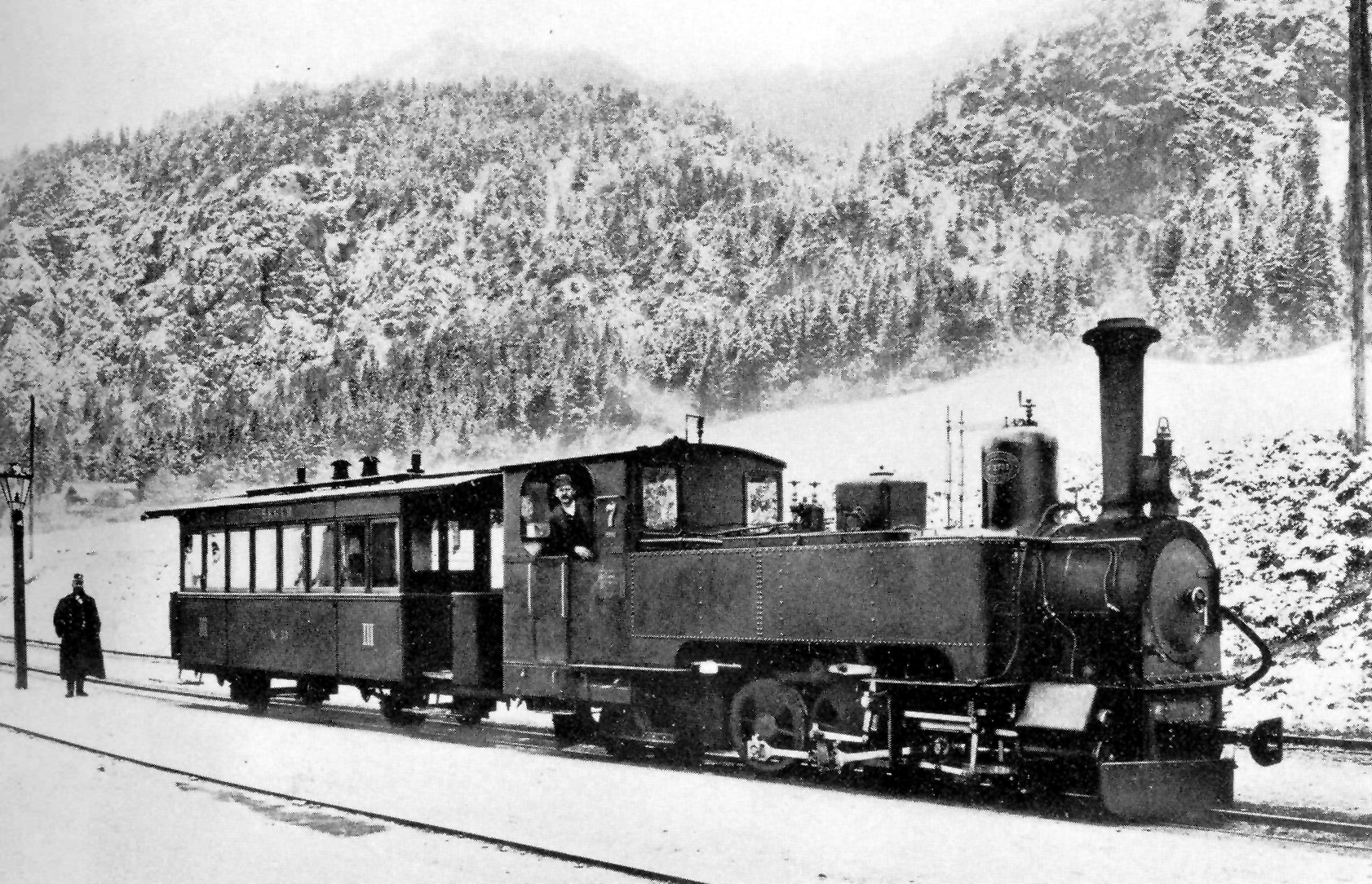
Un ferrocarril alemán de 1895.

Este proceso se produjo en el marco de la denominada primera globalización, que supuso una progresiva internacionalización de la economía, que funcionaba de forma creciente a escala mundial por la revolución de los transportes. Ello condujo a su extensión a más territorios que la primera revolución, limitada a Gran Bretaña, y que llegó a alcanzar a casi toda Europa occidental, la América anglosajona y el Imperio del Japón.
Entre los cambios sucedidos en los países que vivieron la industrialización durante este periodo destacan las innovaciones tecnológicas, los cambios organizativos en las empresas, los mercados y el nacimiento de lo que podría considerarse esta como la primera globalización.

## Uso del término «revolución»
El título de Segunda Revolución Industrial hacía referencia originariamente a la segunda revolución técnica experimentada en el proceso de industrialización, aunque hoy ha ampliado este significado para designar el conjunto de transformaciones que caracterizan a esta nueva fase del proceso.
No existía una única definición para el término «Revolución Industrial» y pueden atribuirse varios significados al término según el enfoque y el contexto en el que se exprese. Según David Landes, existen por lo menos tres acepciones o modos de uso del término: a) el que hace referencia al conjunto de innovaciones tecnológicas que sustituyen la habilidad humana por maquinaria y la fuerza animal por energía, y que provocan el paso de la producción artesanal a la fabril; b) aquel que se utiliza para remarcar un cambio tecnológico rápido e importante en algún periodo histórico determinado o como secuencias de innovaciones determinadas; y c) hace referencia específica al periodo del siglo XVIII en el cual se da un cambio económico y social al pasar de una producción agraria y artesanal a otra mecanizada o industrial iniciada en Inglaterra y expandida desigualmente a Europa continental.

## Avance técnico y científico
Una sinergia entre el hierro y el acero, los ferrocarriles y el carbón se desarrolló al inicio de la Segunda Revolución Industrial. Los ferrocarriles permitieron el transporte barato de materiales y productos, lo que a su vez condujo a rieles baratos para construir más vías. Los ferrocarriles también se beneficiaron del carbón barato para sus locomotoras de vapor. Esta sinergia llevó a la colocación de 75,000 millas de vías en EE. UU. en la década de 1880, la mayor cantidad en la historia mundial.

### Hierro
La técnica de aire caliente, en la que los gases de combustión calientes de un alto horno se utilizan para precalentar el aire de combustión soplado al horno, fue inventada y patentada por James Beaumont Neilson en 1828 en los Wilsontown Ironworks en Escocia. El aire caliente fue el avance más importante en eficiencia de combustible del alto horno, ya que redujo significativamente el consumo de combustible para producir arrabio, y fue una de las tecnologías más importantes desarrolladas durante la Revolución Industrial. La disminución de los costos para producir hierro forjado coincidió con la aparición del ferrocarril en la década de 1830.
La técnica inicial de aire caliente usaba hierro como medio de almacenamiento de calor regenerativo. El hierro causaba problemas de expansión y contracción, lo que lo debilitaba y provocaba fallos. Edward Alfred Cowper desarrolló el horno Cowper en 1857. Este horno utilizaba ladrillos refractarios como medio de almacenamiento, solucionando el problema de expansión y agrietamiento. Además, el horno Cowper podía producir altas temperaturas, lo que resultó en una producción muy elevada en los altos hornos. El horno Cowper todavía se utiliza en los altos hornos actuales.
Con la gran reducción en el costo de producción del arrabio con coque usando aire caliente, la demanda creció drásticamente, al igual que el tamaño de los altos hornos.

### Acero

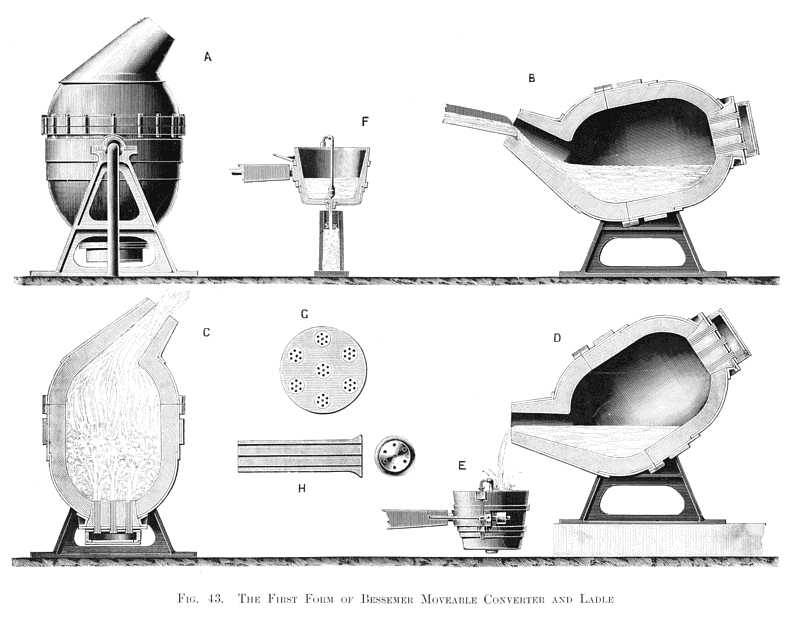
Diagrama del convertidor Bessemer. El aire soplado por orificios en el fondo del convertidor provoca una reacción violenta en el arrabio fundido que oxida el exceso de carbono, convirtiéndolo en hierro puro o acero, según el contenido de carbono residual.

El proceso Bessemer, inventado por Sir Henry Bessemer, permitió la producción en masa de acero, aumentando la escala y velocidad de producción de este material vital, y reduciendo los requerimientos laborales. El principio clave era la eliminación del exceso de carbono y otras impurezas del arrabio mediante oxidación con aire soplado a través del hierro fundido. La oxidación también aumentaba la temperatura de la masa de hierro y la mantenía fundida.
El proceso Bessemer "ácido" tenía una limitación importante: requería el uso de mineral de hematita relativamente escaso y bajo en fósforo. Sidney Gilchrist Thomas desarrolló un proceso más sofisticado para eliminar el fósforo del hierro. Colaborando con su primo, Percy Gilchrist, químico en los Blaenavon Ironworks, Gales, patentó su proceso en 1878; la empresa Bolckow Vaughan & Co. en Yorkshire fue la primera en utilizar su proceso patentado. Su proceso fue especialmente valioso en el continente europeo, donde la proporción de hierro fosfórico era mucho mayor que en Inglaterra, y tanto en Bélgica como en Alemania el nombre del inventor se hizo más conocido que en su propio país. En Estados Unidos, aunque predominaba el hierro no fosfórico, su invención generó gran interés.

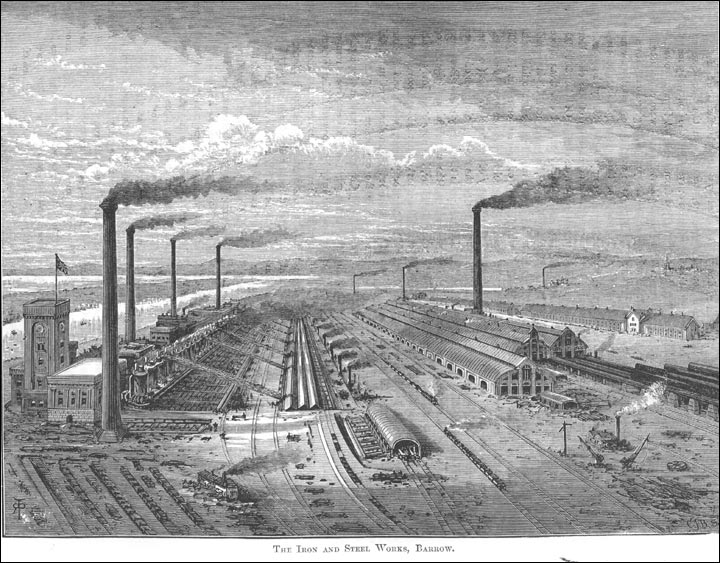
La Barrow Hematite Steel Company operaba 18 convertidores Bessemer y poseía la acería más grande del mundo a comienzos del.

El siguiente gran avance en la fabricación de acero fue el proceso Siemens–Martin. Sir Charles William Siemens desarrolló su horno regenerativo en la década de 1850, con el que afirmaba poder recuperar suficiente calor como para ahorrar entre el 70 y 80% del combustible. El horno operaba a alta temperatura utilizando precalentamiento regenerativo del combustible y del aire para la combustión. Mediante este método, un horno de hogar abierto puede alcanzar temperaturas lo suficientemente altas como para fundir acero, aunque Siemens no lo utilizó inicialmente con ese fin.
El ingeniero francés Pierre-Émile Martin fue el primero en obtener una licencia para el horno de Siemens y aplicarlo a la producción de acero en 1865. El proceso Siemens–Martin complementó, en lugar de reemplazar, al proceso Bessemer. Sus principales ventajas eran que no exponía el acero a exceso de nitrógeno (lo que lo volvía quebradizo), era más fácil de controlar y permitía fundir y refinar grandes cantidades de chatarra de acero, reduciendo así los costos de producción y reciclando un material de desecho. Se convirtió en el proceso líder de fabricación de acero a principios del siglo XX.
La disponibilidad de acero barato permitió construir puentes, ferrocarriles, rascacielos y barcos más grandes. Otros productos de acero importantes —también fabricados con el proceso de hogar abierto— fueron los cables de acero, varillas y láminas, que posibilitaron calderas de alta presión y aceros de alta resistencia para maquinaria, lo que permitió motores, engranajes y ejes mucho más potentes que antes. Con grandes cantidades de acero también fue posible fabricar armas y carros mucho más poderosos, tanques, vehículos de combate blindados y barcos de guerra.

### Ferrocarril

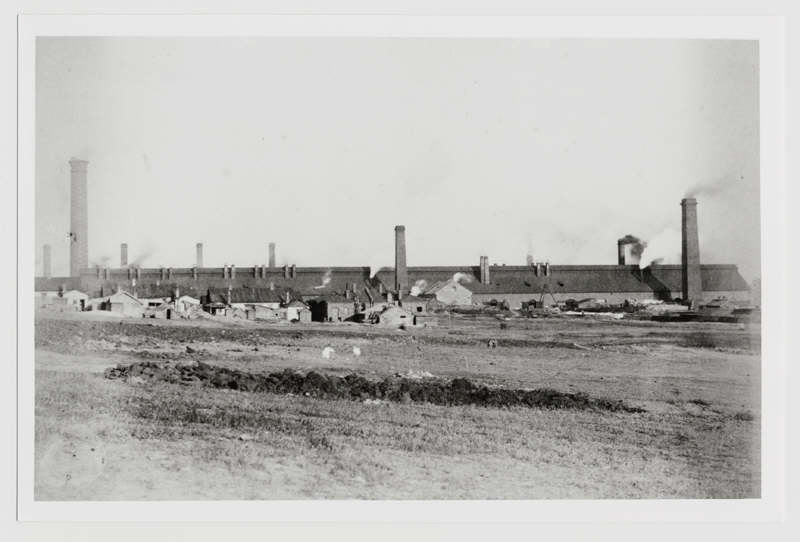
Un laminador de rieles en Donetsk en 1887

El aumento en la producción de acero a partir de la década de 1860 permitió que los ferrocarriles finalmente se fabricaran con acero a un costo competitivo. Al ser un material mucho más duradero, el acero reemplazó progresivamente al hierro como estándar para los rieles ferroviarios y, gracias a su mayor resistencia, fue posible laminar rieles de mayor longitud. El hierro forjado era blando y contenía defectos provocados por la escoria incluida. Además, los rieles de hierro no podían soportar locomotoras pesadas y se dañaban debido al golpe de martillo (hammer blow). El primero en fabricar rieles duraderos de acero en lugar de hierro forjado fue Robert Forester Mushet en Darkhill Ironworks, Gloucestershire, en 1857.
El primer riel de acero de Mushet fue enviado a la estación ferroviaria de Derby Midland. Fue colocado en una parte del acceso a la estación donde los rieles de hierro debían renovarse al menos cada seis meses, y en ocasiones cada tres. Seis años después, en 1863, el riel seguía en perfecto estado, aunque unos 700 trenes pasaban sobre él cada día. Esto sentó las bases para la acelerada construcción de ferrocarriles en todo el mundo a fines del siglo XIX.
Los primeros rieles de acero disponibles comercialmente en Estados Unidos fueron fabricados en 1867 en Cambria Iron Works, en Johnstown, Pensilvania.
Los rieles de acero duraban más de diez veces que los de hierro, y con la caída en el precio del acero, se usaron rieles más pesados. Esto permitió el uso de locomotoras más potentes, que podían arrastrar trenes más largos y vagones de mayor tamaño, lo que aumentó enormemente la productividad del ferrocarril. El ferrocarril se convirtió en la forma dominante de infraestructura de transporte en todo el mundo industrializado, generando una disminución constante en los costos de envío durante el resto del siglo.

### Electrificación
La base teórica y práctica para el aprovechamiento de la energía eléctrica fue establecida por el científico y experimentalista Michael Faraday. A través de su investigación sobre el campo magnético alrededor de un conductor eléctrico que transporta una corriente continua, Faraday sentó las bases para el concepto de campo electromagnético en la física. Sus invenciones de dispositivos rotatorios electromagnéticos fueron la base del uso práctico de la electricidad en la tecnología.

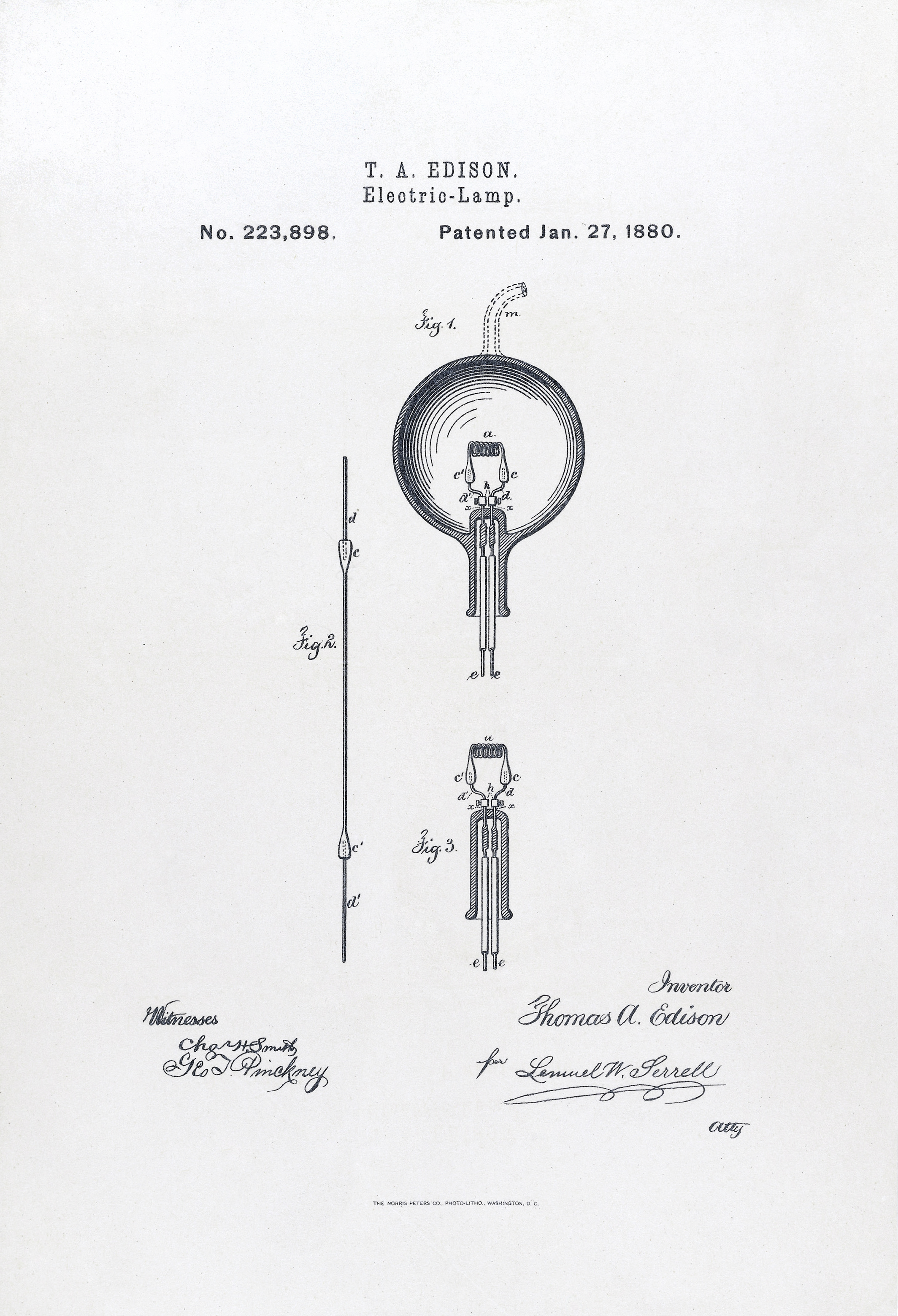
Patente estadounidense #223898: Lámpara eléctrica, emitida el 27 de enero de 1880

En 1881, Sir Joseph Swan, inventor de la primera bombilla incandescente viable, suministró alrededor de 1,200 bombillas Swan al Teatro Savoy en Westminster, Londres, que fue el primer teatro —y el primer edificio público del mundo— iluminado completamente por electricidad. La bombilla de Swan ya se había utilizado en 1879 para iluminar Mosley Street, en Newcastle upon Tyne, la primera instalación de alumbrado público eléctrico en el mundo. Esto preparó el terreno para la electrificación de la industria y los hogares. La primera planta de distribución centralizada de gran escala fue inaugurada en Holborn Viaduct en Londres en 1882 y más tarde en la Central de Pearl Street en la ciudad de Nueva York.

Campo magnético rotatorio de corriente alterna trifásica en un motor eléctrico. Las tres fases llevan corriente desfasada 120° y generan una fuerza magnética rotatoria.

La primera central eléctrica moderna del mundo fue construida por el ingeniero eléctrico inglés Sebastian de Ferranti en Deptford. Construida a una escala sin precedentes y pionera en el uso de corriente alterna de alto voltaje (10,000V), generaba 800 kilovatios y abastecía el centro de Londres. Tras su finalización en 1891, suministraba energía CA de alto voltaje, que luego era "reducida" con transformadores para el consumo en cada calle. La electrificación permitió los desarrollos finales en los métodos de fabricación de la Segunda Revolución Industrial, como la línea de ensamblaje y la producción en masa.
La electrificación fue calificada como “el logro de ingeniería más importante del siglo XX” por la Academia Nacional de Ingeniería de EE. UU. La iluminación eléctrica en fábricas mejoró considerablemente las condiciones de trabajo, eliminando el calor y la contaminación de la iluminación a gas, y reduciendo el riesgo de incendio al punto de que el costo de la electricidad se compensaba frecuentemente con menores primas de seguros. Frank J. Sprague desarrolló el primer motor de corriente continua exitoso en 1886. Para 1889, 110 líneas de tranvías eléctricos ya usaban su tecnología o estaban en planificación. El tranvía eléctrico se convirtió en una infraestructura clave antes de 1920. El motor de corriente alterna (motor de inducción) fue desarrollado en la década de 1890 y pronto comenzó a utilizarse en la electrificación industrial. La electrificación del hogar no se generalizó hasta la década de 1920, y entonces solo en áreas urbanas. La luz fluorescente fue introducida comercialmente en la Feria Mundial de Nueva York de 1939.
La electrificación también permitió la producción económica de productos electroquímicos como aluminio, cloro, hidróxido de sodio y magnesio.

### Herramientas mecánicas

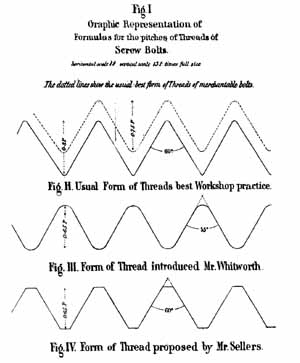
Una representación gráfica de fórmulas para los pasos de rosca de pernos de tornillo

El uso de las herramientas mecánicas comenzó con el inicio de la Primera Revolución Industrial. El aumento de la mecanización requería más piezas metálicas, que usualmente se fabricaban con hierro fundido o hierro forjado—y el trabajo manual carecía de precisión, además de ser un proceso lento y costoso. Una de las primeras herramientas mecánicas fue la máquina de perforación de John Wilkinson, que perforó un agujero preciso en la primera máquina de vapor de James Watt en 1774. Los avances en la precisión de estas herramientas se atribuyen a Henry Maudslay y fueron refinados por Joseph Whitworth. La estandarización de las roscas de tornillos comenzó con Henry Maudslay hacia 1800, cuando el moderno torno roscador hizo de los tornillos de máquina con rosca en V intercambiables una mercancía práctica.
En 1841, Joseph Whitworth creó un diseño que, al ser adoptado por muchas compañías ferroviarias británicas, se convirtió en el primer estándar nacional del mundo para herramientas mecánicas, llamado Rosca Whitworth. Durante las décadas de 1840 a 1860, este estándar también fue comúnmente utilizado en Estados Unidos y Canadá, además de los múltiples estándares intra e interempresariales.
La importancia de las herramientas mecánicas para la producción en masa se demuestra con el hecho de que la producción del Ford Modelo T utilizó 32,000 herramientas mecánicas, la mayoría alimentadas por electricidad. Henry Ford afirmó que la producción en masa no habría sido posible sin la electricidad, ya que esta permitía ubicar las herramientas mecánicas y otros equipos según el flujo de trabajo.

### Fabricación de papel
La primera máquina para fabricar papel fue la máquina Fourdrinier, construida por Sealy y Henry Fourdrinier, papeleros en Londres. En 1800, Matthias Koops, trabajando en Londres, investigó la idea de usar madera para fabricar papel, e inició su negocio de impresión un año después. Sin embargo, su empresa fracasó debido al costo prohibitivo en ese momento.
Fue en la década de 1840 cuando Charles Fenerty en Nueva Escocia y Friedrich Gottlob Keller en Sajonia inventaron con éxito una máquina que extraía fibras de la madera (como se hacía con los trapos) y fabricaba papel con ellas. Esto marcó una nueva era en la fabricación de papel, y, junto con la invención de la pluma estilográfica y el lápiz producido en masa del mismo período, además de la llegada de la prensa rotativa a vapor, el papel a base de madera provocó una gran transformación en la economía y la sociedad del siglo XIX en los países industrializados. Con la introducción del papel barato, los libros escolares, la ficción, la no ficción y los periódicos se volvieron gradualmente accesibles hacia 1900. El papel barato también permitió mantener diarios personales o escribir cartas, y así, hacia 1850, el escribiente dejó de ser un empleo de alto estatus. Para la década de 1880, se utilizaban procesos químicos para la fabricación de papel, convirtiéndose en dominantes hacia 1900.

### Petróleo
La industria petrolera, tanto en producción como en refinación de petróleo, comenzó en 1848 con la primera planta de petróleo en Escocia. El químico James Young fundó un pequeño negocio para refinar petróleo crudo en ese año. Young descubrió que mediante una destilación lenta podía obtener varios líquidos útiles, uno de los cuales llamó "aceite de parafina" porque a bajas temperaturas se solidificaba en una sustancia parecida a la cera de parafina. En 1850, Young construyó en Bathgate la primera refinería de petróleo verdaderamente comercial del mundo, utilizando petróleo extraído de torbanita, esquisto bituminoso y carbón bituminoso, para fabricar nafta y aceites lubricantes; la parafina como combustible y la parafina sólida no se vendieron hasta 1856.
La perforación por cable se desarrolló en la antigua China y se usó para perforar pozos de salmuera. Los domos salinos también contenían gas natural, que algunos pozos producían y se utilizaba para evaporar la salmuera. La tecnología china de perforación fue introducida en Europa en 1828.
Aunque hubo muchos intentos a mediados del siglo XIX para perforar petróleo, el pozo de Edwin Drake en 1859 cerca de Titusville, Pensilvania, se considera el primer "pozo petrolero moderno". El pozo de Drake provocó un gran auge en la producción petrolera de Estados Unidos. Drake aprendió sobre la perforación por cable de trabajadores chinos en EE. UU. El primer producto principal fue el queroseno para lámparas y calentadores. Desarrollos similares en Bakú abastecieron al mercado europeo.
La iluminación con queroseno era mucho más eficiente y barata que los aceites vegetales, la grasa animal y el aceite de ballena. Aunque el alumbrado con gas urbano estaba disponible en algunas ciudades, el queroseno producía una luz más brillante hasta la invención de la pantalla incandescente. Ambos fueron reemplazados por la electricidad para iluminación pública después de la década de 1890 y para los hogares durante la década de 1920. La gasolina era un subproducto no deseado de la refinación de petróleo hasta que se comenzó la producción en masa de automóviles después de 1914, y hubo escasez de gasolina durante la Primera Guerra Mundial. La invención del proceso Burton de craqueo térmico duplicó el rendimiento de gasolina, lo que ayudó a aliviar las escaseces.

### Química

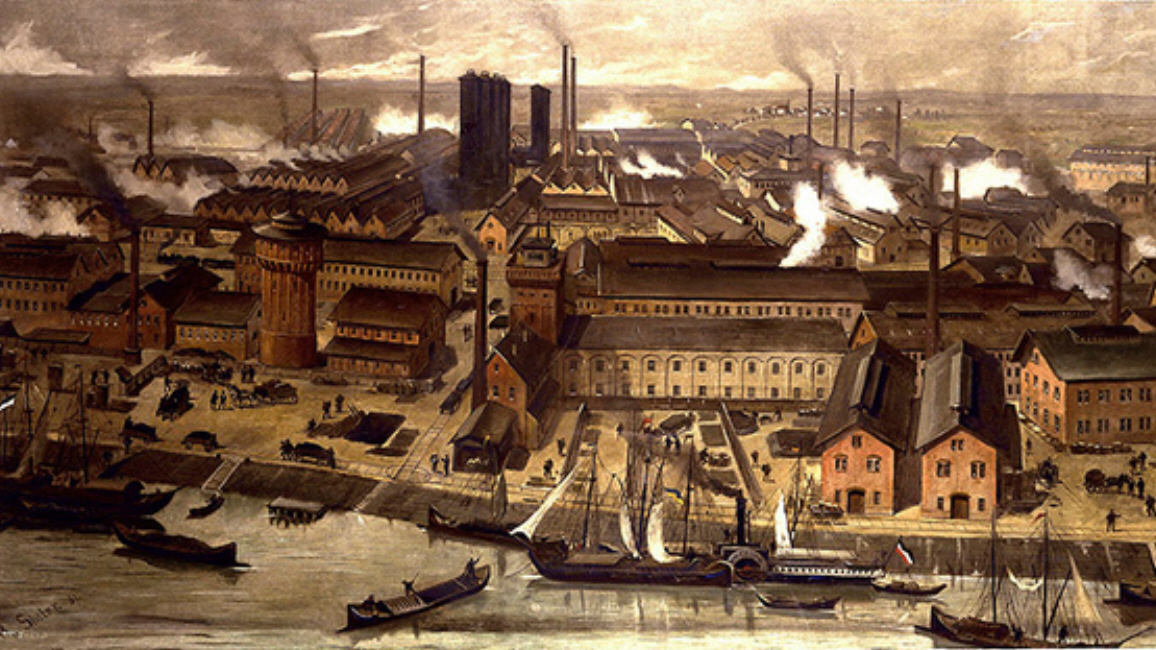
Las fábricas químicas de BASF en Ludwigshafen, Alemania, en 1881

El tinte sintético fue descubierto por el químico inglés William Henry Perkin en 1856. En ese momento, la química aún se encontraba en un estado bastante primitivo; era difícil determinar la disposición de los elementos en los compuestos, y la industria química estaba en su infancia. El descubrimiento accidental de Perkin fue que la anilina podía transformarse parcialmente en una mezcla cruda que, al ser extraída con alcohol, producía una sustancia con un color púrpura intenso. Aumentó la producción de la nueva “mauveína” y la comercializó como el primer tinte sintético del mundo.
Tras el descubrimiento de la mauveína, aparecieron muchos nuevos tintes de anilina (algunos descubiertos por el propio Perkin), y se construyeron fábricas para su producción en toda Europa. Hacia finales del siglo, Perkin y otras empresas británicas vieron cómo sus esfuerzos de investigación y desarrollo eran eclipsados por la industria química alemana, que se convirtió en la líder mundial hacia 1914.

### Tecnología marítima

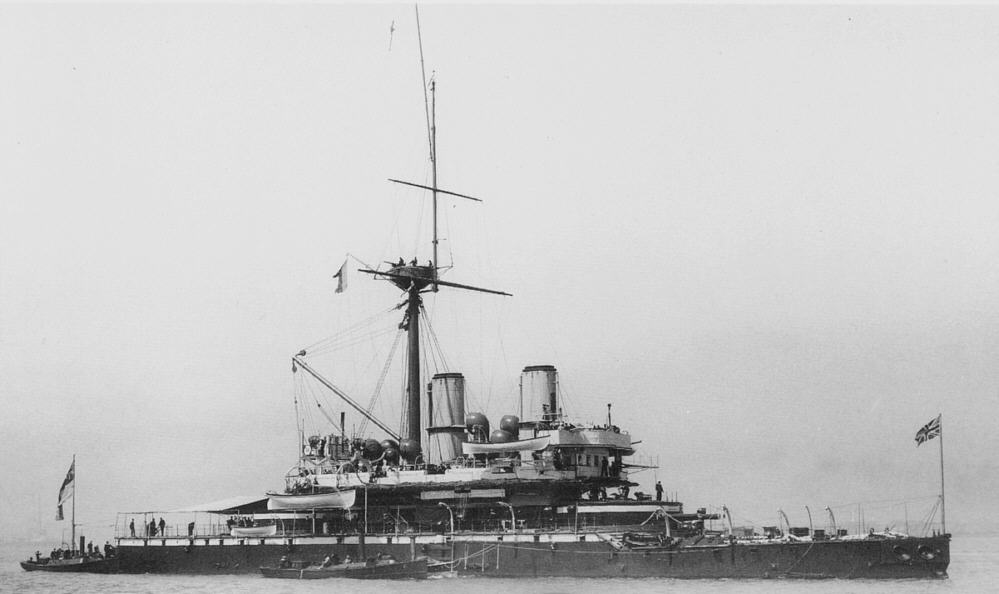
El, construido en 1871, tal como se veía en 1896

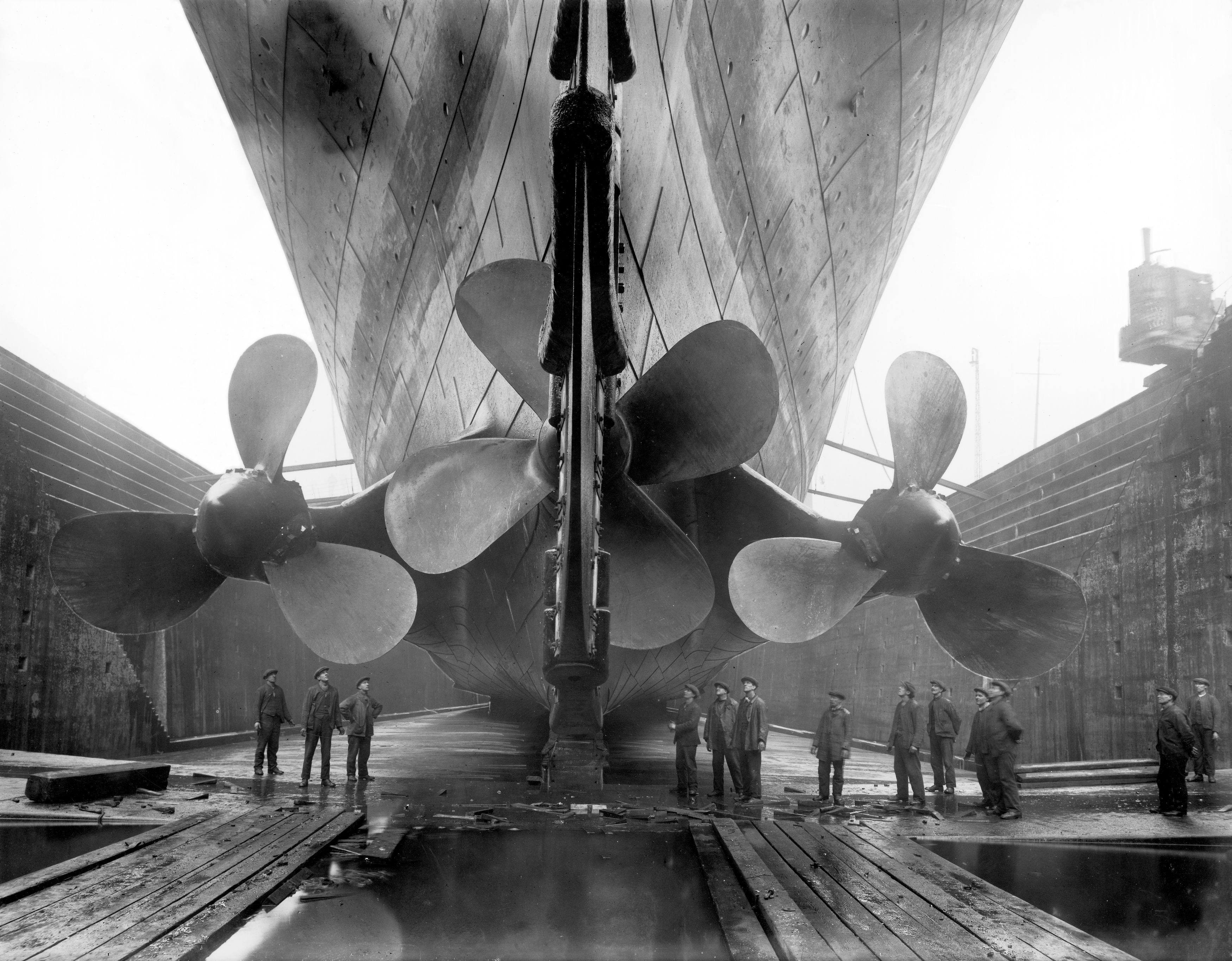
Hélices del Olympic en 1911

Esta era vio el nacimiento del barco moderno a medida que diversos avances tecnológicos confluyeron.
La hélice de tornillo fue introducida en 1835 por Francis Pettit Smith, quien descubrió accidentalmente una nueva forma de construir hélices. Hasta ese momento, las hélices eran literalmente tornillos largos. Pero durante una prueba con un bote propulsado por uno, el tornillo se rompió, dejando un fragmento con forma similar a una hélice moderna. El bote se movió más rápido con la hélice rota. La superioridad de la hélice sobre las ruedas de paletas fue adoptada por las marinas. Las pruebas con el SS Archimedes, el primer barco de vapor impulsado por hélice, llevaron a la famosa competencia de tiro en 1845 entre el HMS Rattler (con hélice) y el vapor de ruedas HMS Alecto; el primero arrastró al segundo hacia atrás a 2.5 nudos (4.6 km/h).
El primer barco de vapor de mar construido en hierro fue el Aaron Manby, fabricado por Horseley Ironworks. También utilizó un innovador motor oscilante. El barco se construyó en Tipton con pernos temporales, se desmontó para su transporte a Londres y se volvió a ensamblar en el Támesis en 1822, esta vez con remaches permanentes.
Otros avances tecnológicos siguieron, como la invención del condensador de superficie, que permitió a las calderas funcionar con agua purificada en lugar de agua salada, eliminando la necesidad de detenerse a limpiarlas en viajes largos. El Great Western, construido por el ingeniero Isambard Kingdom Brunel, fue el barco más largo del mundo con 236 pies (71,9 m) y una quilla de 250 pies (76,2 m). Fue el primero en demostrar que los servicios transatlánticos a vapor eran viables. Aunque construido principalmente en madera, Brunel añadió pernos y refuerzos diagonales de hierro para fortalecer la quilla. Además de ruedas de paletas a vapor, el barco tenía cuatro mástiles con velas.
Brunel continuó con el Great Britain, botado en 1843 y considerado el primer barco moderno construido en metal, impulsado por motor y movido por hélice en lugar de rueda de paletas. Las innovaciones de Brunel hicieron posible la construcción práctica de grandes barcos metálicos impulsados por hélice, pero las condiciones económicas e industriales demoraron décadas en hacer viable el transporte transoceánico a vapor.
Motores de vapor de expansión múltiple comenzaron a usarse en barcos, permitiéndoles llevar menos carbón. El motor oscilante fue construido primero por Aaron Manby y Joseph Maudslay en los años 1820, diseñado para reducir el tamaño y peso del motor. Los cilindros del motor estaban montados en trunniones y podían oscilar conforme giraba el cigüeñal.
John Penn, ingeniero de la Royal Navy, perfeccionó el motor oscilante. Uno de sus primeros motores fue el motor de viga tipo saltamontes. En 1844, reemplazó los motores del yate del Almirantazgo británico, el HMS Black Eagle, con motores oscilantes del doble de potencia, sin aumentar peso ni espacio ocupado, rompiendo así el dominio de suministro naval de Boulton & Watt y Maudslay, Son & Field. Penn también introdujo el motor de maleta para impulsar hélices en barcos de guerra. HMS Encounter y HMS Arrogant fueron los primeros en usar estos motores. Para la muerte de Penn en 1878, estos motores estaban instalados en 230 barcos y eran los primeros motores navales de alta presión y alta revolución producidos en masa.
La revolución en el diseño naval condujo a los primeros acorazados modernos en la década de 1870, evolucionados a partir del diseño de acorazado de hierro de los años 1860. Los barcos de la clase Devastation de la Marina Real británica fueron los primeros buques capitales oceánicos sin velas, con todo su armamento principal montado sobre la cubierta y no dentro del casco.

### Caucho
La vulcanización del caucho, realizada por el estadounidense Charles Goodyear y el británico Thomas Hancock en la década de 1840, sentó las bases para una creciente industria del caucho, especialmente la fabricación de neumáticos de caucho.
John Boyd Dunlop desarrolló el primer neumático práctico en 1887 en Belfast del Sur. Willie Hume demostró la superioridad de los neumáticos de Dunlop en 1889, ganando las primeras carreras con neumáticos en Irlanda y luego en Inglaterra.

El desarrollo del neumático de Dunlop llegó en un momento crucial para el desarrollo del transporte por carretera, y la producción comercial comenzó a finales de 1890.

### Bicicletas
La bicicleta moderna fue diseñada por el ingeniero inglés Harry John Lawson en 1876, aunque fue John Kemp Starley quien produjo unos años después la primera bicicleta de seguridad con éxito comercial. Su popularidad creció rápidamente, provocando el boom de la bicicleta en la década de 1890.
Las redes de carreteras mejoraron considerablemente en este período, utilizando el método Macadam desarrollado por el ingeniero escocés John Loudon McAdam, y se construyeron caminos pavimentados durante la fiebre de la bicicleta de los años 1890. El asfalto moderno fue patentado por el ingeniero civil británico Edgar Purnell Hooley en 1901.

### Automóvil

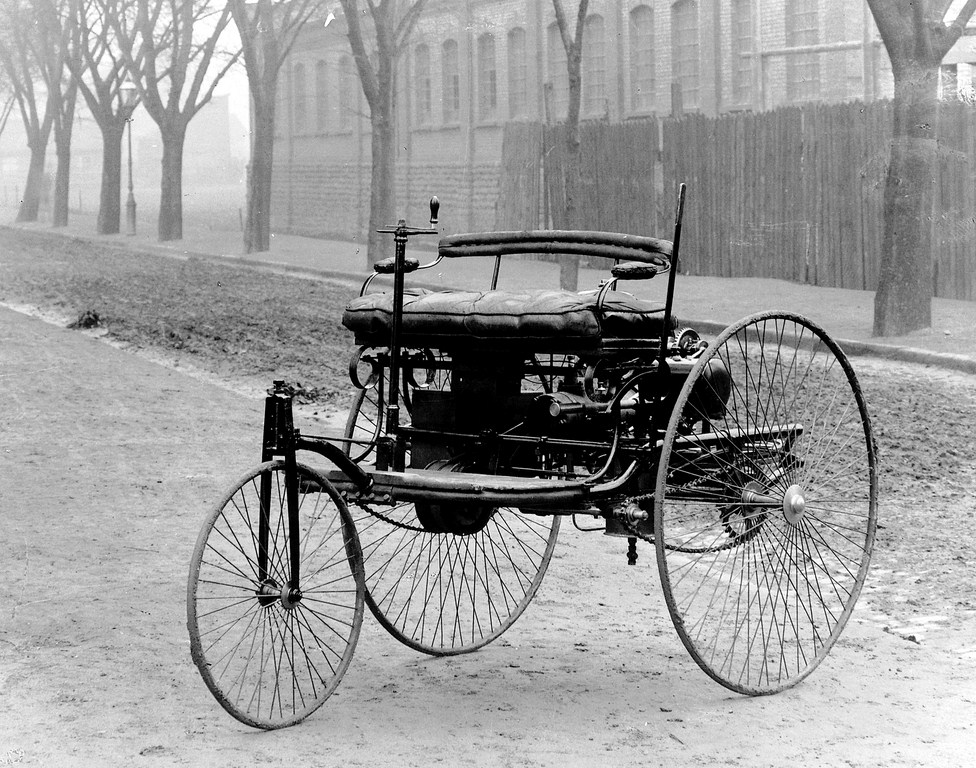
Benz Patent-Motorwagen, primer automóvil de producción, construido en 1885

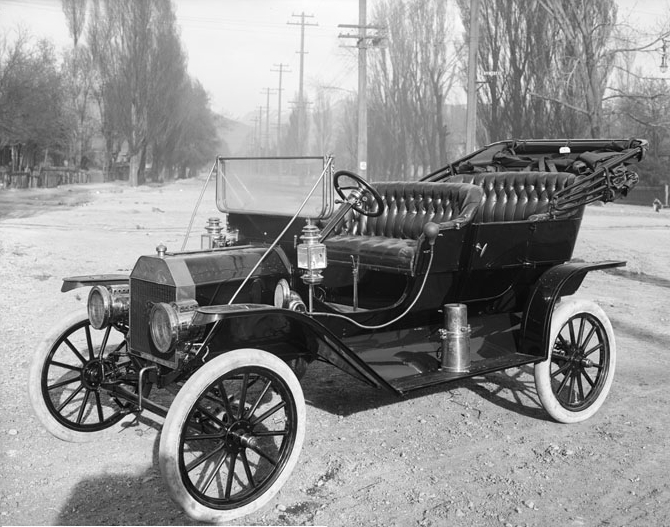
El Ford Modelo T de 1910

El inventor alemán Karl Benz patentó el primer automóvil del mundo en 1886. Este contaba con ruedas de alambre (a diferencia de las ruedas de madera de los carruajes), con un motor de cuatro tiempos de diseño propio situado entre las ruedas traseras, un avanzado sistema de encendido por bobina y enfriamiento por evaporación en lugar de radiador. La potencia se transmitía mediante dos cadenas de rodillos al eje trasero. Fue el primer automóvil diseñado completamente como tal para generar su propia energía, y no simplemente un coche de caballos motorizado.
Benz comenzó a vender el vehículo, anunciándolo como el Benz Patent Motorwagen, a finales del verano de 1888, convirtiéndolo en el primer automóvil disponible comercialmente en la historia.
Henry Ford construyó su primer coche en 1896 y trabajó como pionero en la industria junto a otros que en algún momento fundarían sus propias compañías, hasta que en 1903 fundó la Ford Motor Company. Ford y su equipo se enfrentaron al reto de escalar la producción de acuerdo con la visión de Henry Ford: un coche diseñado y fabricado en una escala tal que fuera asequible para el trabajador promedio. La solución que desarrolló Ford Motor fue una fábrica completamente rediseñada con herramientas de máquina y máquinas de propósito especial dispuestas sistemáticamente en la secuencia de trabajo. Se eliminaron todos los movimientos humanos innecesarios, colocando las herramientas y el trabajo al alcance de la mano, y, cuando fue práctico, en cintas transportadoras, formando la línea de ensamblaje. Todo el proceso fue denominado producción en masa. Esta fue la primera vez en la historia que un producto complejo y grande compuesto por 5000 piezas fue producido a razón de cientos de miles por año. Los ahorros derivados de los métodos de producción en masa permitieron que el precio del Modelo T cayera de $780 en 1910 a $360 en 1916. En 1924 se produjeron 2 millones de Ford T, que se vendieron a $290 cada uno.

### Ciencia aplicada
La ciencia aplicada abrió muchas oportunidades. A mediados del siglo XIX ya existía una comprensión científica de la química y una comprensión fundamental de la termodinámica, y para el último cuarto del siglo ambas disciplinas estaban cerca de su forma básica actual. Los principios termodinámicos se usaron en el desarrollo de la química física. El entendimiento de la química facilitó enormemente el desarrollo de la producción de productos químicos inorgánicos básicos y de la industria de tintes de anilina.
La ciencia de la metalurgia avanzó gracias al trabajo de Henry Clifton Sorby y otros. Sorby fue pionero de la metalografía, el estudio de los metales al microscopio, lo cual abrió el camino a una comprensión científica de los metales y a la producción masiva de acero. En 1863 utilizó grabado ácido para estudiar la estructura microscópica de los metales, y fue el primero en entender que una pequeña pero precisa cantidad de carbono le daba al acero su resistencia. Esto allanó el camino para que Henry Bessemer y Robert Forester Mushet desarrollaran el método para producir acero en masa.
También se desarrollaron procesos para purificar diversos elementos como cromo, molibdeno, titanio, vanadio y níquel, que podían utilizarse para fabricar aleaciones con propiedades especiales, especialmente con el acero. El acero de vanadio, por ejemplo, es fuerte y resistente a la fatiga, y se utilizó en la mitad del acero automotriz. Las aleaciones de acero también se utilizaron en los rodamientos de bolas producidos a gran escala para bicicletas en la década de 1880. Los rodamientos de bolas y de rodillos también comenzaron a usarse en maquinaria. Otras aleaciones importantes se utilizan en altas temperaturas, como en las palas de las turbinas de vapor, y los aceros inoxidables para resistir la corrosión.
El trabajo de Justus von Liebig y August Wilhelm von Hofmann sentó las bases de la química industrial moderna. Liebig es considerado el “padre de la industria de fertilizantes” por su descubrimiento del nitrógeno como nutriente esencial para las plantas, y fundó la Liebig's Extract of Meat Company, que producía el extracto de carne Oxo. Hofmann dirigió una escuela de química práctica en Londres, bajo el nombre del Royal College of Chemistry, introdujo convenciones modernas para el modelado molecular y fue maestro de Perkin, quien descubrió el primer tinte sintético.
La ciencia de la termodinámica fue desarrollada hasta su forma moderna por Sadi Carnot, William Rankine, Rudolf Clausius, William Thomson, James Clerk Maxwell, Ludwig Boltzmann y J. Willard Gibbs. Estos principios científicos se aplicaron a diversas preocupaciones industriales, incluyendo la mejora de la eficiencia de calderas y turbinas de vapor. El trabajo de Michael Faraday y otros fue fundamental para sentar las bases de la comprensión científica moderna de la electricidad.
El científico escocés James Clerk Maxwell fue especialmente influyente: sus descubrimientos marcaron el inicio de la física moderna. Su logro más destacado fue formular un conjunto de ecuaciones que describen la electricidad, el magnetismo y la óptica como manifestaciones del mismo fenómeno, el campo electromagnético. La unificación de la luz y los fenómenos eléctricos llevó a la predicción de la existencia de ondas de radio y fue la base del desarrollo posterior de la tecnología de la radio por Hughes, Marconi y otros.
El mismo Maxwell desarrolló la primera fotografía en color duradera en 1861 y publicó el primer tratamiento científico de la teoría de control. La teoría de control es la base del control de procesos, ampliamente utilizada en la automatización, especialmente en las industrias de proceso, así como en el control de barcos y aviones. La teoría de control se desarrolló para analizar el funcionamiento de los reguladores centrífugos en máquinas de vapor. Estos reguladores se usaban desde finales del siglo XVIII en molinos de viento y agua para posicionar correctamente el espacio entre las piedras de moler, y fueron adaptados a las máquinas de vapor por James Watt. Versiones mejoradas se usaron para estabilizar mecanismos automáticos de seguimiento en telescopios y controlar la velocidad de hélices y timones en barcos. Sin embargo, esos reguladores eran lentos y oscilaban alrededor del punto de ajuste. James Clerk Maxwell escribió un artículo analizando matemáticamente el funcionamiento de los reguladores, lo cual marcó el inicio del desarrollo formal de la teoría de control. La ciencia se fue perfeccionando constantemente y evolucionó hasta convertirse en una disciplina de la ingeniería.

### Fertilizante
Justus von Liebig fue el primero en comprender la importancia del amoniaco como fertilizante y promovió la relevancia de los minerales inorgánicos para la nutrición vegetal. En Inglaterra, intentó aplicar comercialmente sus teorías mediante un fertilizante creado al tratar fosfato de cal en harina de hueso con ácido sulfúrico. Otro pionero fue John Bennet Lawes, quien comenzó a experimentar en 1837 sobre los efectos de diversos estiércoles en plantas cultivadas en macetas, lo que lo llevó a crear un abono mediante el tratamiento de fosfatos con ácido sulfúrico; este sería el primer producto de la naciente industria del abono artificial.
El descubrimiento de coprolitos en cantidades comerciales en East Anglia llevó a Fisons y a Edward Packard a desarrollar una de las primeras plantas de fertilizantes comerciales a gran escala en Bramford y Snape en la década de 1850. Para la década de 1870, los superfosfatos producidos en esas fábricas se exportaban por todo el mundo desde el puerto de Ipswich.
El proceso Birkeland–Eyde fue desarrollado por el industrial y científico noruego Kristian Birkeland junto con su socio Sam Eyde en 1903, pero fue reemplazado pronto por el mucho más eficiente proceso Haber, desarrollado por los químicos alemanes galardonados con el Premio Nobel, Carl Bosch de IG Farben y Fritz Haber. El proceso utilizaba nitrógeno molecular (N₂) y gas metano (CH₄) para una síntesis económica y sostenible de amoniaco (NH₃). El amoniaco producido mediante el proceso Haber es la materia prima principal para la producción de ácido nítrico.

### Motores y turbinas
La turbina de vapor fue desarrollada por Sir Charles Algernon Parsons en 1884. Su primer modelo fue conectado a un dínamo que generaba 7,5 kW (10 hp) de electricidad. La invención de la turbina de vapor de Parsons hizo posible una electricidad barata y abundante, y revolucionó el transporte marítimo y la guerra naval. Al momento de su muerte, su turbina había sido adoptada por todas las grandes estaciones eléctricas del mundo. A diferencia de los motores de vapor anteriores, la turbina producía potencia rotativa en lugar de potencia alternativa, lo cual requería un cigüeñal y un volante pesado. El gran número de etapas de la turbina permitió una alta eficiencia y una reducción del tamaño en un 90 %. Su primera aplicación fue en barcos, seguida por la generación eléctrica en 1903.
El primer motor de combustión interna ampliamente utilizado fue el tipo Otto de 1876. Desde la década de 1880 hasta la electrificación, fue exitoso en pequeños talleres, ya que los motores de vapor pequeños eran ineficientes y requerían demasiada atención del operador. El motor Otto pronto comenzó a usarse para propulsar automóviles, y sigue siendo el motor de gasolina común en la actualidad.
El motor diésel fue diseñado de forma independiente por Rudolf Diesel y Herbert Akroyd Stuart en la década de 1890, usando principios termodinámicos con la intención específica de ser altamente eficiente. Tomó varios años perfeccionarlo y lograr su popularidad, pero encontró aplicación en la navegación antes de ser utilizado en locomotoras. Sigue siendo el motor primario más eficiente del mundo.

### Telecomunicaciones

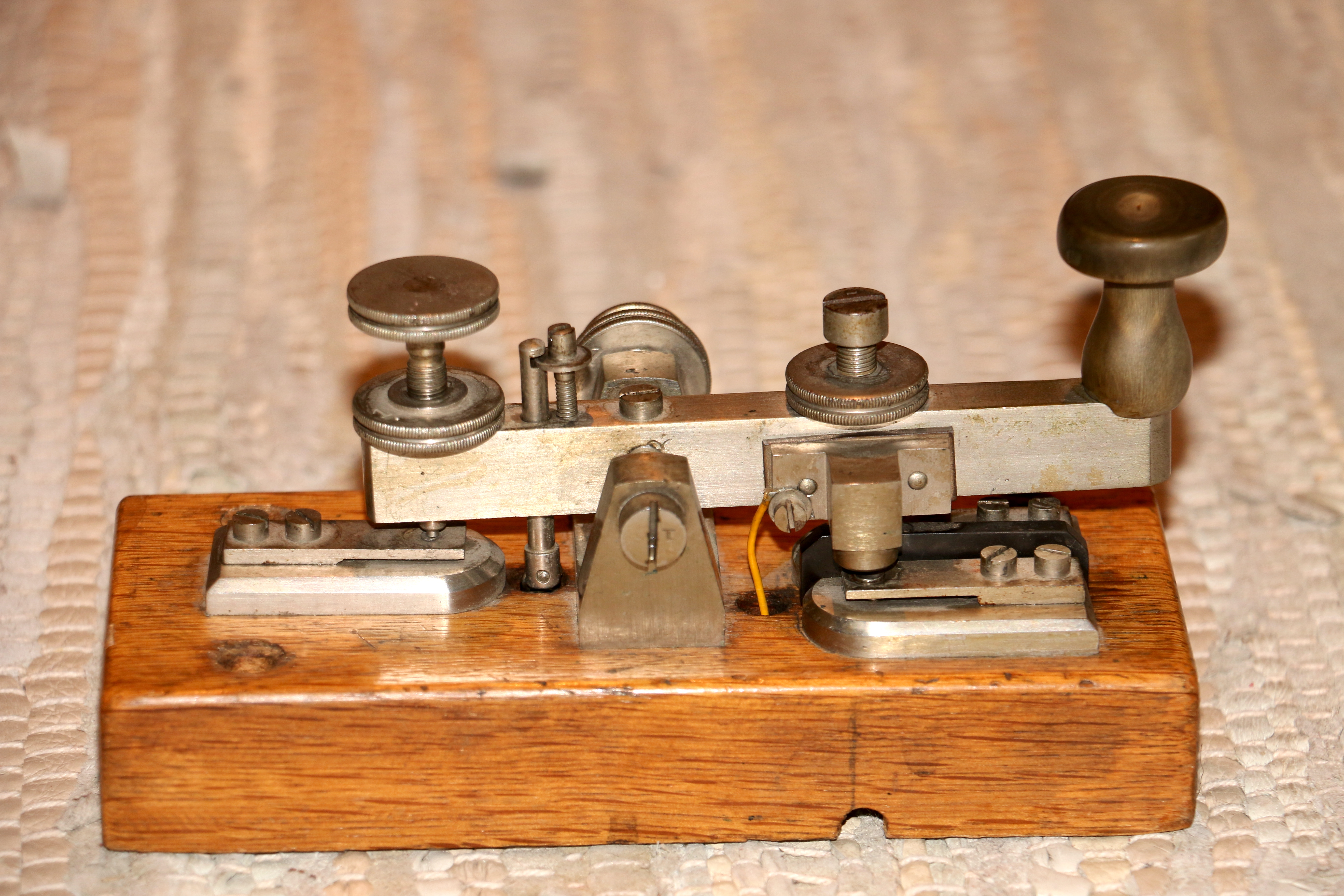
Un telégrafo usado para emitir en código morse.

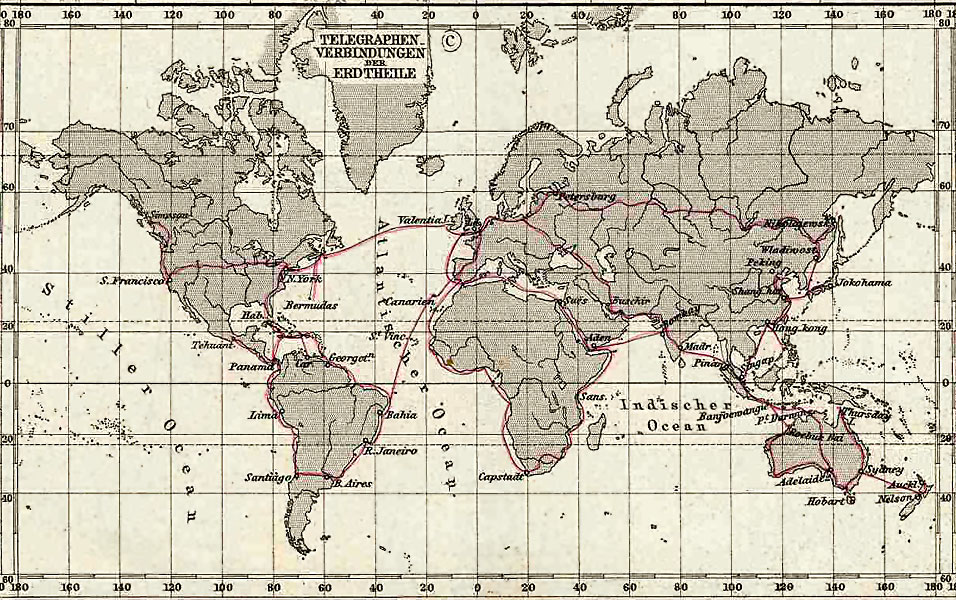
Principales líneas telegráficas en 1891

El primer sistema comercial de telégrafo fue instalado por Sir William Fothergill Cooke y Charles Wheatstone en mayo de 1837 entre la estación de tren de Euston y Camden Town en Londres.
La rápida expansión de las redes telegráficas tuvo lugar a lo largo del siglo, con el primer cable telegráfico submarino construido por John Watkins Brett entre Francia e Inglaterra. La Atlantic Telegraph Company se fundó en Londres en 1856 para emprender la construcción de un cable telegráfico comercial a través del Océano Atlántico. Este fue completado con éxito el 18 de julio de 1866 por el barco SS Great Eastern, capitaneado por Sir James Anderson después de muchos contratiempos. Desde la década de 1850 hasta 1911, los sistemas británicos de cables submarinos dominaron el sistema mundial. Esto se estableció como un objetivo estratégico formal, conocido como la All Red Line.
El teléfono fue patentado en 1876 por Alexander Graham Bell, y al igual que el telégrafo en sus inicios, se usó principalmente para acelerar transacciones comerciales.
Como se mencionó anteriormente, uno de los avances científicos más importantes de toda la historia fue la unificación de la luz, la electricidad y el magnetismo mediante la teoría electromagnética de Maxwell. Una comprensión científica de la electricidad fue necesaria para el desarrollo de generadores eléctricos, motores y transformadores eficientes. David Edward Hughes y Heinrich Hertz demostraron y confirmaron el fenómeno de las ondas electromagnéticas que Maxwell había predicho.
Fue el inventor italiano Guglielmo Marconi quien logró comercializar con éxito la radio a comienzos del siglo XX. Fundó The Wireless Telegraph & Signal Company en Gran Bretaña en 1897, y ese mismo año transmitió código Morse a través de Salisbury Plain, realizó la primera comunicación inalámbrica sobre mar abierto y en 1901 llevó a cabo la primera transmisión transatlántica desde Poldhu, Cornualles, hasta Signal Hill, Terranova y Labrador. Marconi construyó estaciones de alta potencia en ambos lados del Atlántico y en 1904 comenzó un servicio comercial para transmitir resúmenes de noticias nocturnos a barcos suscriptores.
El desarrollo clave del tubo de vacío por Sir John Ambrose Fleming en 1904 fue fundamental para el desarrollo de la electrónica moderna y la radiodifusión. La invención posterior del triodo por Lee De Forest permitió la amplificación de señales electrónicas, lo cual allanó el camino para la radiodifusión en los años 1920.

### Gestión empresarial moderna
Se atribuye a los ferrocarriles la creación de la moderna empresa comercial, según estudiosos como Alfred Chandler. Antes, la gestión de la mayoría de las empresas consistía en propietarios individuales o grupos de socios, algunos de los cuales a menudo tenían poca participación en las operaciones diarias. La centralización del conocimiento en la oficina principal no era suficiente. Un ferrocarril requería experiencia distribuida a lo largo de toda su red para enfrentar crisis diarias, averías y mal tiempo.
Una colisión en Massachusetts en 1841 llevó a un llamado por reformas de seguridad. Esto dio lugar a la reorganización de los ferrocarriles en distintos departamentos con líneas claras de autoridad de gestión. Cuando el telégrafo estuvo disponible, las compañías construyeron líneas telegráficas a lo largo de las vías férreas para hacer seguimiento de los trenes.
Los ferrocarriles implicaban operaciones complejas, requerían enormes cantidades de capital y manejaban un negocio más complicado que cualquier otro anterior. Por lo tanto, necesitaban mejores formas de registrar los costos. Por ejemplo, para calcular tarifas necesitaban conocer el costo por tonelada-milla de carga. También era necesario hacer seguimiento de los vagones, que podían perderse durante meses. Esto dio lugar a lo que se conoció como "contabilidad ferroviaria", que luego fue adoptada por la industria del acero y otras, y finalmente evolucionó hacia la contabilidad moderna.

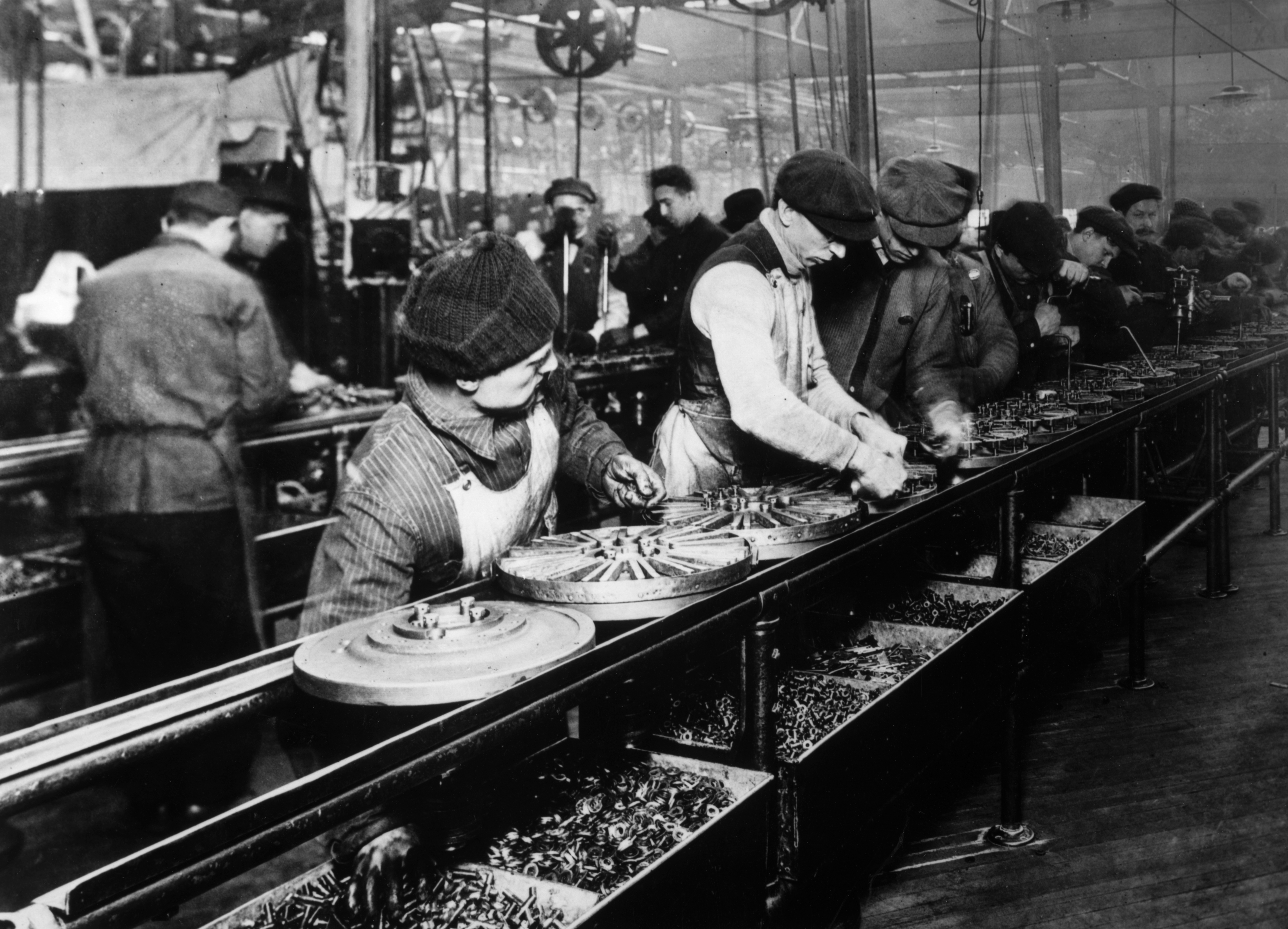
Trabajadores en la primera línea de ensamblaje en movimiento ensamblan magnetos y volantes para autos Ford de 1913 en Míchigan.

Más adelante, durante la Segunda Revolución Industrial, Frederick Winslow Taylor y otros en Estados Unidos desarrollaron el concepto de gestión científica o taylorismo. La gestión científica inicialmente se centraba en reducir los pasos necesarios para realizar un trabajo (como colocar ladrillos o palear) mediante análisis como los estudios de tiempos y movimientos, pero los conceptos evolucionaron hacia campos como la ingeniería industrial, la ingeniería de manufactura y la gestión empresarial, los cuales ayudaron a reestructurar completamente[cita requerida] las operaciones de las fábricas, y más adelante, segmentos enteros de la economía.

## Crecimiento demográfico y grandes migraciones
Durante el siglo XVIII, la población europea experimentó un espectacular crecimiento generado por múltiples factores. En primer término, las transformaciones en la producción agrícola: con la incorporación y la aplicación de nuevas tecnologías y técnicas que permitieron obtener un mayor rendimiento de los terrenos de cultivo, la introducción de cultivos provenientes del continente americano (patata, maíz) y la explotación de terrenos cultivables en los continentes colonizados, contribuyeron al aumento de la población al incrementarse la capacidad de producir alimentos. Así mismo, los avances en la medicina produjeron una reducción considerable de las tasas de mortalidad y un aumento sostenido en las tasas de natalidad. De esta manera, entre los siglos XVIII y XIX la población europea experimentó un crecimiento espectacular: pasó de 208 a 430 millones (207 %) en el periodo citado.
Los cambios demográficos, la rápida urbanización de la población y un excedente de la población activa, como consecuencia de la capacidad productiva de la agricultura impulsados por la Revolución Industrial, motivaron movimientos migratorios de la población europea de gran magnitud hacia países en proceso de industrialización. Además de los anteriores, otro factor que contribuyó a impulsar las corrientes migratorias fue la revolución en el transporte, con la aplicación del vapor en el transporte terrestre y la navegación, a través de los transatlánticos impulsados por turbinas de vapor, que facilitaron el transporte de pasajeros y mercancías, al reducirse de forma considerable el coste y tiempo empleados en los desplazamientos entre Europa y América. Se calcula que entre 1850 y 1940 se desplazaron cerca de 55 millones de europeos y la mayoría de ellos se asentaron en los Estados Unidos, país que se convirtió en el principal polo de atracción de emigrantes europeos provenientes de las islas británicas, Italia y Alemania, entre otros, aunque los movimientos migratorios también se dirigieron hacia países como Argentina, Venezuela, Brasil y Canadá.

## El capitalismo
El desarrollo del capitalismo monopolista en la segunda mitad del siglo XIX se produjo en el marco de un nuevo ciclo de expansión general y fue acompañado de un nuevo crecimiento de las fuerzas productivas de varios países. De este modo, el capital se centralizó y la producción se concentró al formarse el monopolio con el acuerdo y la unión de capitalistas. Así, los monopolios lograron determinar las condiciones de venta de gran parte de los productos, fijar los precios y obtener por ende mayores ganancias. Sin embargo, los monopolios, si bien tendieron a lograr un mayor o mejor control de los mercados, no eliminaron por completo la lucha por la competencia, la cual ocurrió tanto entre las mismas corporaciones monopolistas como entre las empresas que se mantuvieron al margen de los carteles y de los trusts. Por el contrario, la hicieron más violenta tanto a nivel de los mercados internos como de los internacionales. En este escenario, los bancos tuvieron un nuevo papel decisivo para la transformación del capitalismo en un fenómeno que caracterizó a la segunda mitad del siglo XIX y a la primera del siglo XX: el imperialismo (es decir, los intentos de establecer o mantener una soberanía formal de una potencia determinada sobre otras sociedades subordinadas a esta). 
Durante este período, el imperio alemán rivalizó o sustituyó al de Gran Bretaña y de Irlanda como la nación industrial primaria en Europa. Esto ocurrió como resultado de varios factores. Alemania, habiéndose industrializado después de Gran Bretaña, pudo modelar sus fábricas como las de Gran Bretaña y ahorrar así una cantidad substancial de capital, esfuerzo y tiempo. Mientras que Alemania hizo uso de los últimos conceptos tecnológicos, los británicos continuaron utilizando tecnología costosa y anticuada. En el desarrollo de la ciencia y la investigación pura, los alemanes invirtieron más pesadamente que los británicos, especialmente en la industria química. El sistema alemán del cartel (conocido como Konzerne), que era perceptiblemente concentrado, podía hacer un uso más eficiente del capital fluido. Algunos creen que los pagos de reparación exigidos de Francia después de su derrota en la guerra franco-prusiana de 1870 y 1871 habría proporcionado el capital necesario para permitir inversiones públicas masivas en infraestructura como ferrocarriles. Esto proporcionó un mercado grande para los productos de acero innovadores y facilitó el transporte. La anexión de las provincias de Alsacia y Lorena provocó que una parte de la que había sido la base industrial francesa pasase a Alemania. En Estados Unidos la Segunda Revolución Industrial se asocia comúnmente a la electrificación según lo iniciado por Nikola Tesla, Thomas Alva Edison y George Westinghouse y por la gerencia científica según lo aplicado por Frederick Winslow Taylor.

## Nacimiento de nuevas potencias
Si bien en la Primera Revolución Industrial Inglaterra se convirtió en la primera potencia económica, durante la Segunda Revolución Industrial esta situación cambió radicalmente con la emergencia de nuevas potencias: Alemania, que a partir de su unificación tuvo un destacado desarrollo económico e industrial, Estados Unidos y Japón. 
Japón
A partir de la segunda mitad del siglo XIX, comenzó un proceso de modernización. La restauración Meiji emprendió una serie de reformas que tenían como propósito romper el aislamiento en que había permanecido el país y eliminar los obstáculos al crecimiento económico impuestos por el régimen de gobierno antecesor, tomando como modelos de referencia a los países occidentales, principalmente Estados Unidos, que habían ingresado en su territorio. De esta manera, el gobierno Meiji promovió la creación de fuentes para la industria pesada con tecnología importada desde Europa y la expansión del poderío militar. Para principios del siglo XX, Japón había logrado consolidar un importante crecimiento industrial y despuntado como potencia económica.
Alemania
- Comenzó su proceso industrial en 1840 y en 1914 se convirtió en la principal potencia industrial.
- Fue la principal potencia gracias a sus avances tecnológicos y al buen uso de la economía.
- A principios del siglo XIX los obstáculos para una producción industrial era de orden institucional: estaba fragmentada en 39 pequeños estados (unidades políticas independientes). Esto ponía trabas al proceso industrializador debido a las barreras aduaneras, a la existencia de monedas distinta y al monopolio comercial. Hay dificultad de poner en marcha un mercado interno unificado.
- Pervivencia de rasgos feudales que limitan la movilización geográfica, desalientan innovaciones y la iniciativa personal. Todos estos rasgos feudales desaparecen con la invasión (1810).
- 1834. Mercado único de la Unión aduanera del estado, que es comercial, no política. Proceso industrializador con éxito por todo el continente debido a la disposición de los recursos naturales y la larga tradición industrial a domicilio (artesanal).
- Influye el modelo ruso. Hace frente a la competitividad de los productos ingleses que empobrecen los mercados internos.
- Sector punta: industria siderúrgica, química y eléctrica.
- Importante el papel educativo: promoción de la educación profesional, científica y técnica.
- Papel fundamental de la liberalización de la estructura económica social heredada del antiguo régimen; modernización de los sistemas de comunicación; política proteccionista que impulsa el proceso industrializador.
- Importancia del crédito bancario y la gran empresa, caracterizada por una tendencia a la expansión e integración vertical.

Estados Unidos
- Disponibilidad de recursos naturales (algodón, petróleo, oro, minerales, cuero, etc).
- Evolución demográfica.

El proceso demográfico de Estados Unidos tuvo tres rasgos esenciales que lo caracterizaron. En cuanto a la población, este país no superaba los cuatro millones de habitantes en el primer período; sin embargo la misma se fue duplicando cada 23 años hasta que en vísperas de la guerra de Secesión logró alcanzar los 32 millones. No obstante, en el último tercio del siglo XIX se evidenció un relativo descenso en dicho crecimiento.